# Wiesbaum
Wiesbaum ist eine Ortsgemeinde im Landkreis Vulkaneifel in Rheinland-Pfalz. Sie gehört der Verbandsgemeinde Gerolstein an.

## Geographie
Wiesbaum liegt im Naturpark Vulkaneifel.
Die Gemeinde gliedert sich in die Ortsteile Mirbach mit dem Traudenhof sowie Wiesbaum mit den Wohnplätzen Auf dem Kruchler, Birkenhof, Laubornhof und Wiesbaumermühle.

## Geschichte
Der Ort Wiesbaum wurde unter dem Namen Wisebenne erstmals am 31. März 1131 urkundlich erwähnt, als Papst Innozenz II. dem Bonner Cassius-Stift den dortigen Besitz bestätigte.
Der Ortsteil Mirbach gilt als Stammsitz eines alten rheinischen Adelsgeschlechtes, der Herren von Mirbach, die zu Beginn des 20. Jahrhunderts dort eine künstliche Burgruine und die Erlöserkapelle errichteten.
Am 17. März 1974 wurde die bis dahin selbständige Gemeinde Mirbach eingemeindet.
Statistik zur Einwohnerentwicklung
Die Entwicklung der Einwohnerzahl von Wiesbaum bezogen auf das heutige Gemeindegebiet; die Werte von 1871 bis 1987 beruhen auf Volkszählungen:
| Jahr | Einwohner |
| ---- | --------- |
| 1815 | 314       |
| 1835 | 478       |
| 1871 | 579       |
| 1905 | 504       |
| 1939 | 489       |
| 1950 | 489       |

| Jahr | Einwohner |
| ---- | --------- |
| 1961 | 480       |
| 1970 | 456       |
| 1987 | 509       |
| 2005 | 610       |
| 2011 | 646       |
| 2017 | 619       |

## Politik

### Gemeinderat
Der Gemeinderat in Wiesbaum besteht aus zwölf Ratsmitgliedern, die bei der Kommunalwahl am 9. Juni 2024 in einer Mehrheitswahl gewählt wurden, und der ehrenamtlichen Ortsbürgermeisterin als Vorsitzender.

### Bürgermeister
Ruxandra Gericke wurde am 4. September 2019 Ortsbürgermeisterin von Wiesbaum. Bei der Wiederholungswahl am 25. August 2019 war sie mit einem Stimmenanteil von 81,43 % gewählt worden. Bei der Direktwahl am 9. Juni 2024 wurde sie als einzige Bewerberin mit 73,2 % für weitere fünf Jahre wiedergewählt.
Gerickes Vorgängerin Karin Pinn hatte das Amt seit September 2011 ausgeübt, hatte bei der Direktwahl am 26. Mai 2019 aber knapp die notwendige Mehrheit für eine Wiederwahl verfehlt.

### Wappen
| Wappen von Wiesbaum | Blasonierung: „Von Rot über Silber geteilt, oben 5 (3:2) silberne Ringe, unten ein schwarzes Hirschgeweih mit Grind.“ |
| Wappen von Wiesbaum | Wappenbegründung: Das Wappen der Ortsgemeinde Wiesbaum bezieht sich auf ortsansässige Adelsgeschlechter und auf die früheren Besitzverhältnisse in der Gemeinde. Die Ritter von Wiesbaum führten fünf silberne Ringe im schwarzen Schildhaupt in ihrem Wappen, die in das Wappen der Ortsgemeinde Wiesbaum, aber auf rotem Grund, übernommen wurden. Der Ortsteil Mirbach ist eng verbunden mit dem rheinischen Adelsgeschlecht von Mirbach, das hier sein Stammhaus hatte. Die von Mirbach führten in schwarz ein silbernes Hirschgeweih mit Grind. Ihr Wappen ist in verkehrten Farben im unteren Wappenteil aufgenommen. Die Zweiteilung des Wappens steht darüber hinaus für die beiden Ortsteile Wiesbaum und Mirbach. |

Ortsansichten
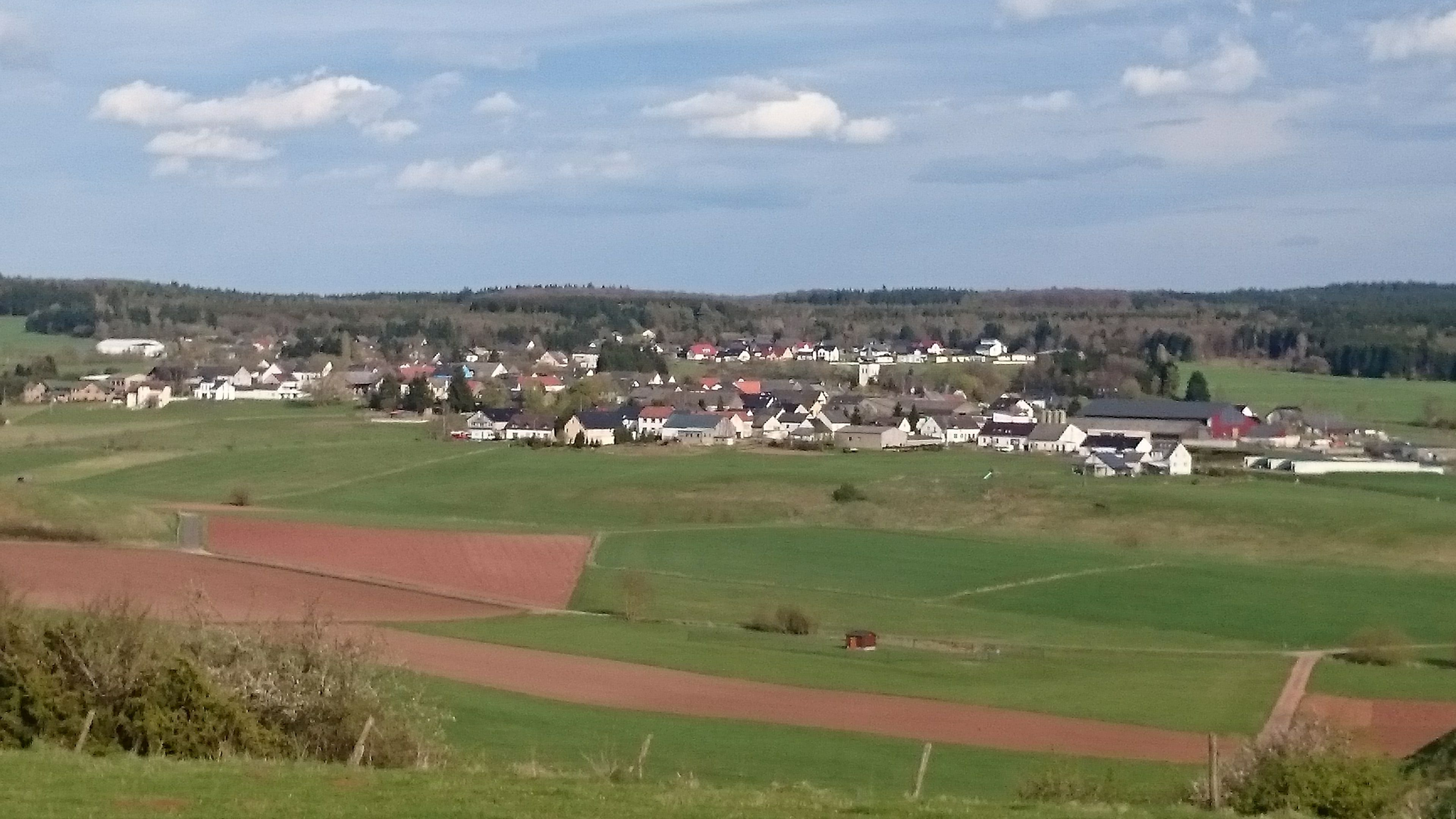
Wiesbaum mit Eifellandschaft
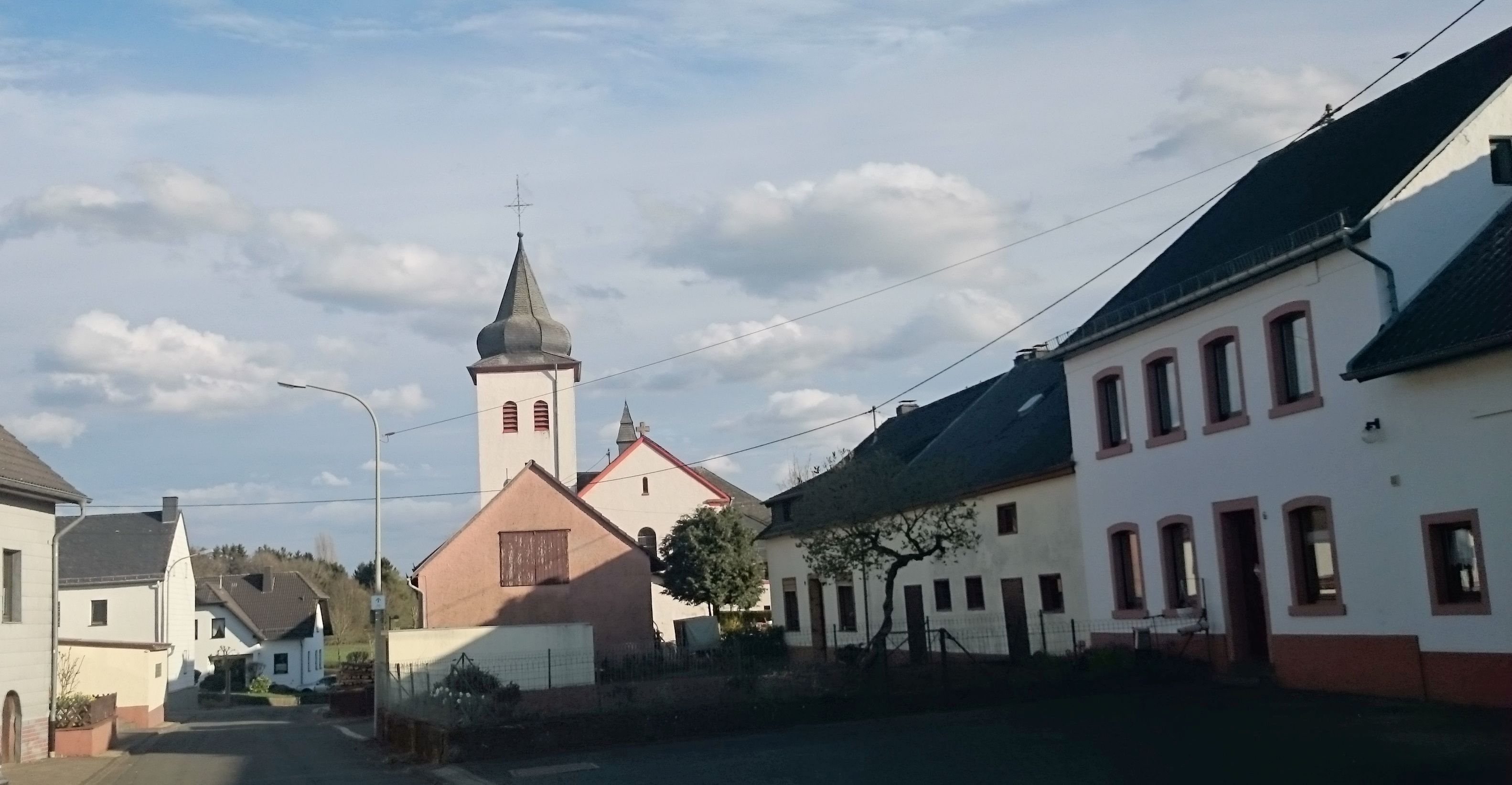
Die Straße Brühl führt auf die Pfarrkirche zu
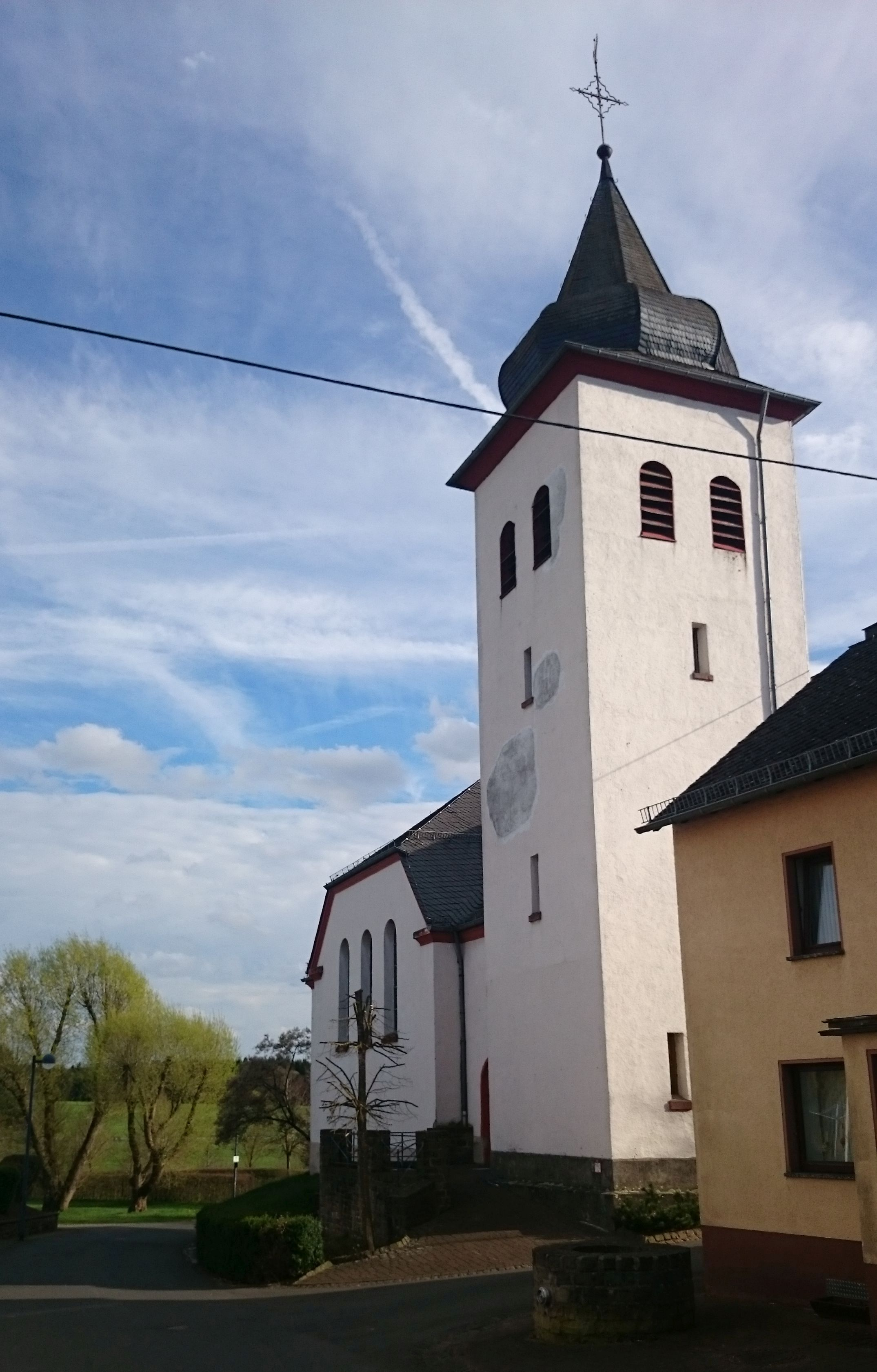
Katholische Pfarrkirche St. Martin
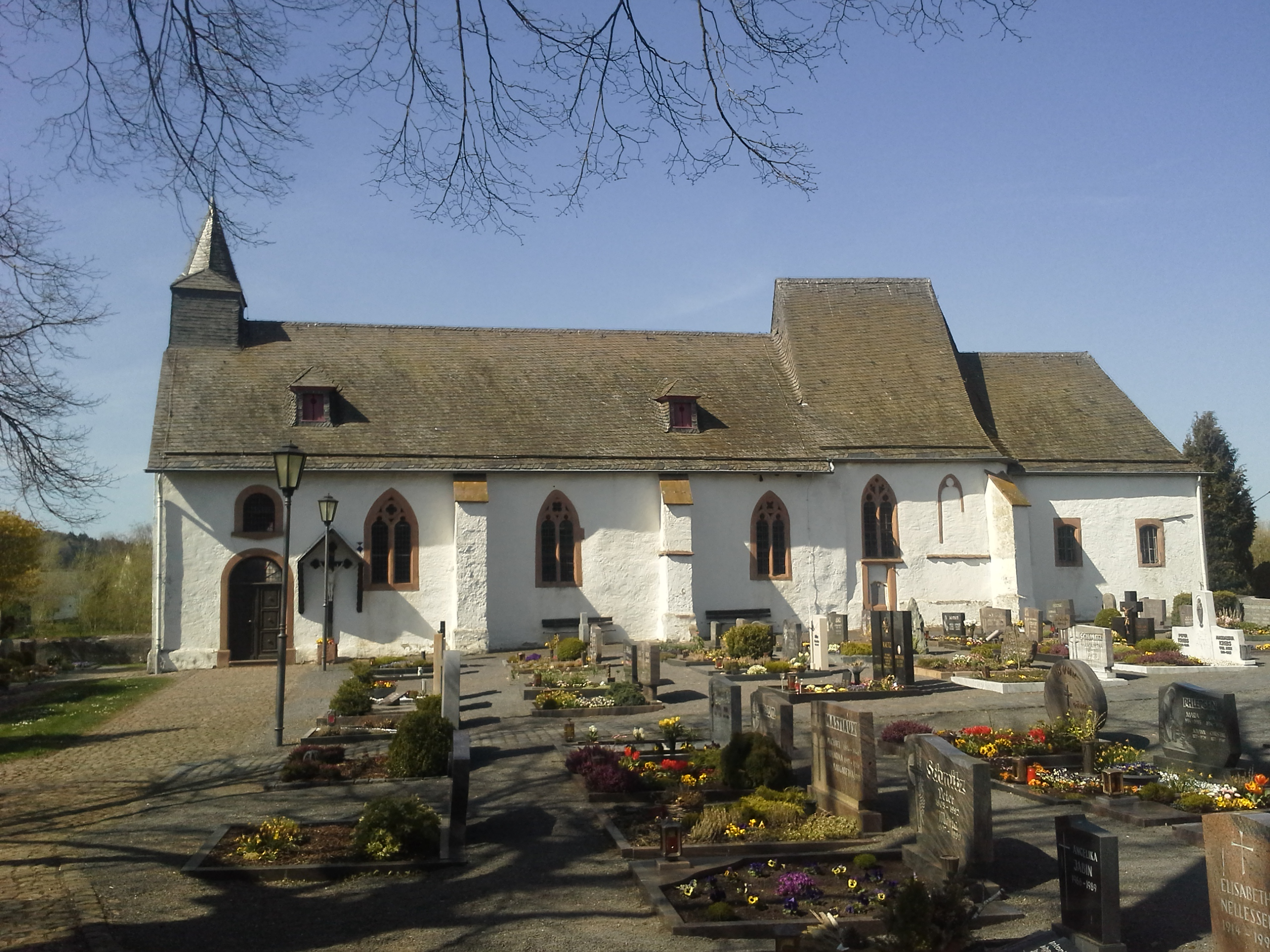
Ehemalige katholische Pfarrkirche von Osten
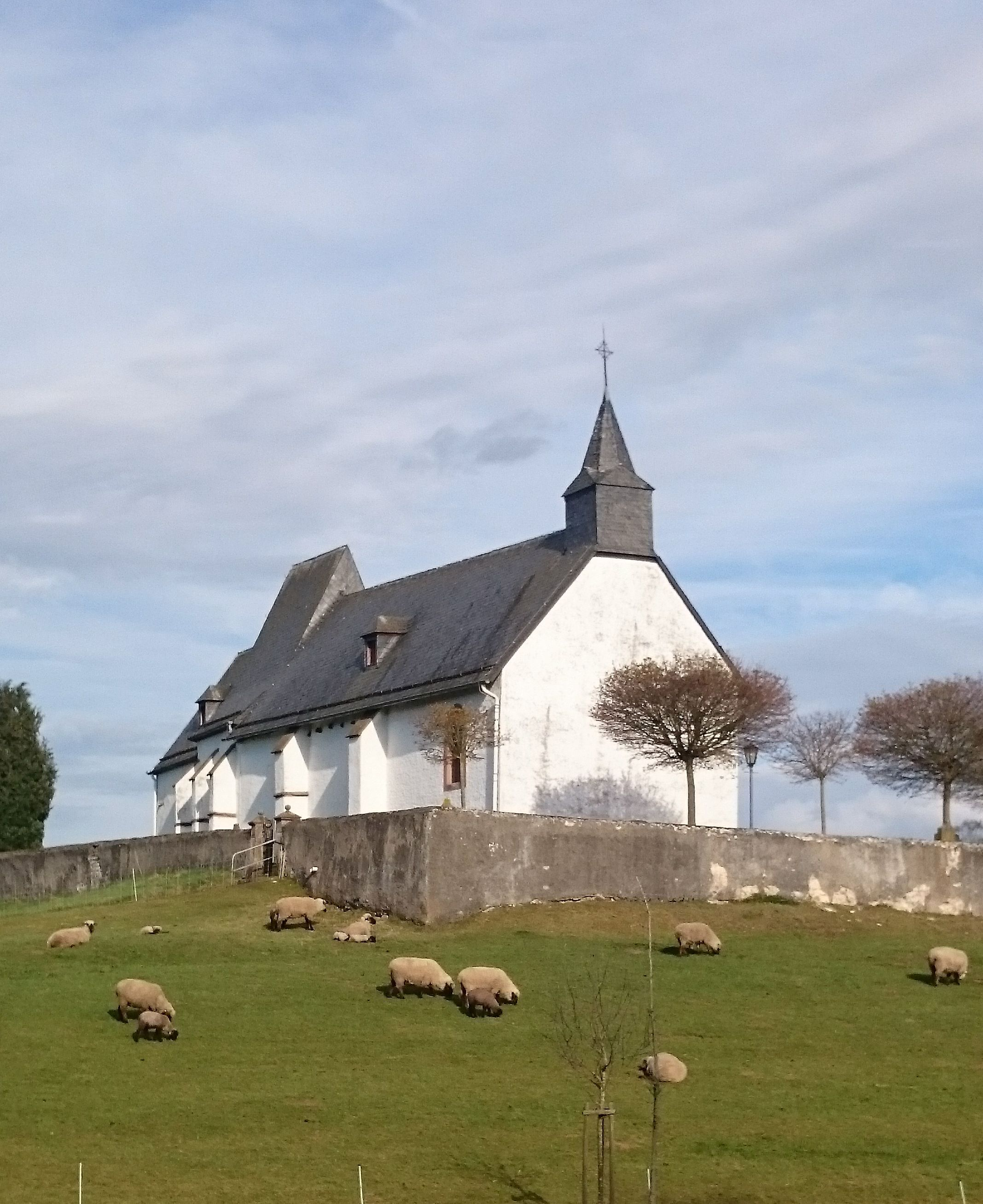
Ehemalige katholische Pfarrkirche von Süden
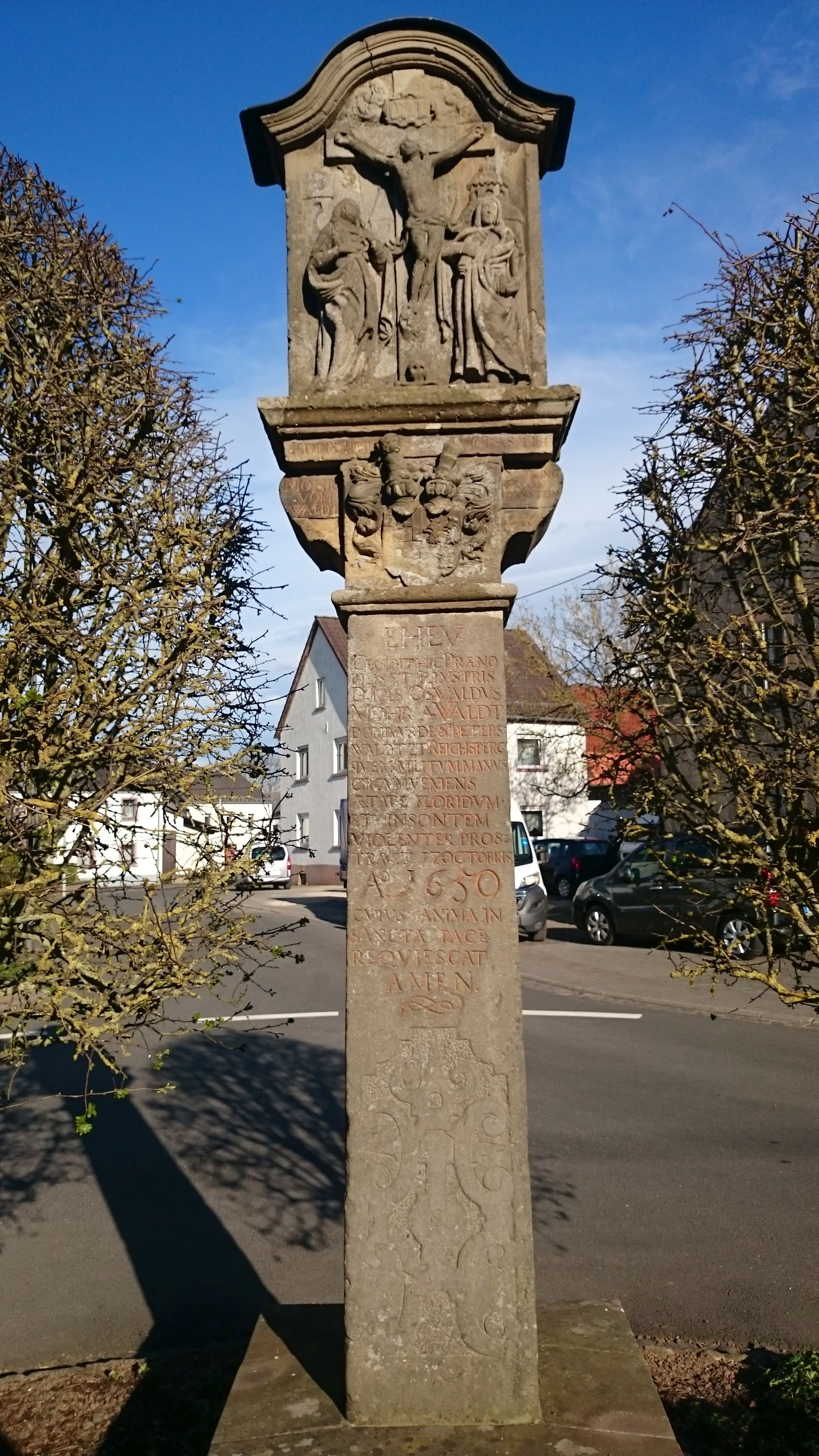
Sühnekreuz